# Sarah Bettles
Sarah Bettles (Harold Wood, 16 ottobre 1992) è un'arciere britannica.

## Palmarès
- Mondiali

's-Hertogenbosch 2019: bronzo nella gara a squadre.
- Giochi europei

Minsk 2019: oro nella gara a squadre.